# Mitglieder der UN-Menschenrechtskommission
Die UN-Menschenrechtskommission war eine Fachkommission der Vereinten Nationen zur Förderung und zum Schutz der völkerrechtlich verbindlichen Menschenrechte. Sie existierte von 1946 bis 2006 und wurde durch den UN-Menschenrechtsrat ersetzt. Die Mitglieder wurden vom Wirtschafts- und Sozialrat der Vereinten Nationen für eine dreijährige Periode nach einem geographischen Regionalschlüssel gewählt, d. h. jede Region erhielt eine bestimmte Anzahl an Mitgliedern.

## Mitglieder nach Regionalgruppe

### Afrikanische Gruppe
| 2005 | Burkina Faso | Republik Kongo | Ägypten | Eritrea | Äthiopien | Gabun | Guinea | Kenia | Mauretanien | Nigeria | Südafrika | Sudan | Eswatini | Togo | Simbabwe |

### Asiatische Gruppe
| 2005 | Bhutan | Volksrepublik China | Indien | Indonesien | Japan | Malaysia | Nepal | Pakistan | Katar | Südkorea | Saudi-Arabien | Sri Lanka |

### Osteuropäische Gruppe
| 2005 | Armenien | Ungarn | Rumänien | Russland | Ukraine |

### Lateinamerikanische und karibische Gruppe
| 2005 | Argentinien | Brasilien | Costa Rica | Kuba | Dominikanische Republik | Ecuador | Guatemala | Honduras | Mexiko | Paraguay | Peru |

### Gruppe der westeuropäischen und anderen Staaten
| 1990 | Frankreich | Italien  | Vereinigte Staaten | Belgien     | Kanada  | Schweden               | Deutschland | Portugal   | Spanien    | Vereinigtes Königreich |
| 1991 | Frankreich | Italien  | Vereinigte Staaten | Belgien     | Kanada  | Schweden               | Deutschland | Portugal   | Australien | Österreich             |
| 1992 | Frankreich | Italien  | Vereinigte Staaten | Niederlande | Kanada  | Vereinigtes Königreich | Deutschland | Portugal   | Australien | Österreich             |
| 1993 | Frankreich | Finnland | Vereinigte Staaten | Niederlande | Kanada  | Vereinigtes Königreich | Deutschland | Portugal   | Australien | Österreich             |
| 1994 | Frankreich | Finnland | Vereinigte Staaten | Niederlande | Kanada  | Vereinigtes Königreich | Deutschland | Italien    | Australien | Österreich             |
| 1995 | Frankreich | Finnland | Vereinigte Staaten | Niederlande | Kanada  | Vereinigtes Königreich | Deutschland | Italien    | Australien | Österreich             |
| 1996 | Frankreich | Dänemark | Vereinigte Staaten | Niederlande | Kanada  | Vereinigtes Königreich | Deutschland | Italien    | Australien | Österreich             |
| 1997 | Frankreich | Dänemark | Vereinigte Staaten | Niederlande | Kanada  | Vereinigtes Königreich | Deutschland | Italien    | Irland     | Österreich             |
| 1998 | Frankreich | Dänemark | Vereinigte Staaten | Luxemburg   | Kanada  | Vereinigtes Königreich | Deutschland | Italien    | Irland     | Österreich             |
| 1999 | Frankreich | Norwegen | Vereinigte Staaten | Luxemburg   | Kanada  | Vereinigtes Königreich | Deutschland | Italien    | Irland     | Österreich             |
| 2000 | Frankreich | Norwegen | Vereinigte Staaten | Luxemburg   | Kanada  | Vereinigtes Königreich | Deutschland | Italien    | Portugal   | Spanien                |
| 2001 | Frankreich | Norwegen | Vereinigte Staaten | Belgien     | Kanada  | Vereinigtes Königreich | Deutschland | Italien    | Portugal   | Spanien                |
| 2002 | Frankreich | Schweden | Österreich         | Belgien     | Kanada  | Vereinigtes Königreich | Deutschland | Italien    | Portugal   | Spanien                |
| 2003 | Frankreich | Schweden | Österreich         | Belgien     | Kanada  | Vereinigtes Königreich | Deutschland | Australien | Irland     | Vereinigte Staaten     |
| 2004 | Frankreich | Schweden | Österreich         | Niederlande | Italien | Vereinigtes Königreich | Deutschland | Australien | Irland     | Vereinigte Staaten     |
| 2005 | Frankreich | Finnland | Kanada             | Niederlande | Italien | Vereinigtes Königreich | Deutschland | Australien | Irland     | Vereinigte Staaten     |
| 2006 | Frankreich | Finnland | Kanada             | Niederlande | Italien | Vereinigtes Königreich | Deutschland | Australien | Österreich | Vereinigte Staaten     |